# Józef Cielecki
Józef Cielecki herbu Zaremba (zm. w 1829 roku) – szambelan królewski, rotmistrz chorągwi 7 Brygady Kawalerii Narodowej w 1789 roku, starosta borszczowicki. Właściciel Włodyczki i Klimkowiec na Podolu.
W 1789 roku został kawalerem Orderu Świętego Stanisława.